# Булеві операції над многокутниками

Різні булеві операції над множинами, що належать двом фігурам (діаграми Венна).

Бу́леві опера́ції над многоку́тниками або фігу́рами — це набір булевих операцій (AND, OR, NOT, XOR, …) над одним або декількома наборами многокутників у комп'ютерній графіці. Ці набори операцій поширені в комп'ютерній графіці, САПР та в проєктуванні електронних схем (фізичне розташування елементів інтегральних схем та програми перевірки).

## Алгоритми
- Алгоритм відсікання Ґрайнера — Горманна[en]
- Алгоритм відсікання Ватті[en]
- Алгоритм Сазерленда — Годжмана[en] (алгоритм для часткового випадку)
- Алгоритм Вайлера — Атертона (алгоритм для часткового випадку)

## Застосування в програмуванні
Ранні алгоритми булевих операцій із многокутниками ґрунтувалися на бітових мапах. Використання бітових мап у моделюванні багатокутних фігур та операціях над ними має багато недоліків. Один з недоліків — може знадобитися дуже багато пам'яті, оскільки роздільність малюнка многокутника пропорційна числу пікселів, що використовуються для подання багатокутників. Що більша роздільність зображення, то більше біт потрібно зберігати в пам'яті.
Сучасне втілення булевих операцій над многокутниками використовує алгоритми замітання площини (або алгоритм замітання прямою). Список статей, що використовують алгоритм замітання прямою для булевих операцій над многокутниками, наведено в списку літератури.
Булеві операції над опуклими та монотонними многокутниками з однаковими напрямками можна здійснити за лінійний час.